# Büchelberg (Enzkreis)
Der Büchelberg (544 m ü. NHN) ist ein Berg im Heckengäu. Er befindet sich auf dem Gemeindegebiet von Neuhausen im Enzkreis. Durch die Ostflanke des Berges verläuft die Grenze zum Landkreis Böblingen entlang des sogenannten Altwürttembergischen Landgrabens, der Anfang des 17. Jahrhunderts die Grenze zwischen Württemberg und Baden darstellte. Seit 1939 wird ein knapp 50 Hektar großes Areal rund um die höchste Kuppe des Berges herum als Naturschutzgebiet ausgewiesen.

## Lage und Umgebung
Der Büchelberg stellt den nördlichsten Ausläufer des Oberen und Mittleren Muschelkalks im Gebiet zwischen der Nagold im Westen und der Würm im Osten dar. Aus der stark durch diese Flüsse geprägten Landschaft erheben sich einzelne Bergkuppen, wie der Büchelberg oder der etwa 800 Meter südwestlich liegende Kuppelzen (528 m ü. NHN).
Die nächstgelegene Ortschaft ist der Weil der Städter Ortsteil Münklingen, der etwa 1,2 km südöstlich des Berges bereits im Landkreis Böblingen liegt. Der ebenfalls zu Weil der Stadt gehörende Ortsteil Hausen befindet sich 2 km östlich des Büchelbergs im etwa 170 Meter tiefer liegenden Würmtal. Die Gemeinde Neuhausen, auf dessen Markung der Berg liegt, befindet sich 2,5 km nordwestlich des Büchelbergs und gehört zum Enzkreis. 1,5 km nordwestlich des Berges liegt der Tiefenbronner Ortsteil Lehningen, ebenfalls im Enzkreis. Durch die Ost- und Südflanke des Büchelbergs verläuft dessen Grenze zum Kreis Böblingen, an die 800 Meter südwestlich des Berges die Kreisgrenze des Landkreises Calw stößt, womit sich dort ein „Dreiländereck“ befindet.

## Erschließung
0,5 km südwestlich des höchsten Punkts des Büchelbergs verläuft die Kreisstraße K4561 von Neuhausen (Enzkreis) nach Münklingen. Von dieser kann der Parkplatz am als Büchelberg West bezeichneten Punkt erreicht werden, an dem sich eine der Informationstafeln befindet, die über das Naturschutzgebiet und die dortige Wacholderheide informieren. Diese umfasst das gesamte Hochplateau des Berges, das von dort in wenigen Minuten erreichbar ist. Das Gebiet ist mit zahlreichen Wanderwegen und -pfaden erschlossen. 200 Meter östlich des höchsten Punkts des Berges befindet sich ein als Büchelberg Ost bezeichneter Aussichtspunkt.

## Geschichte und Sagen
Die kalkhaltigen, kargen Böden am Büchelberg ermöglichten nie eine intensive Landwirtschaft, nur als Schafweide war der Berg nutzbar. Da sich deshalb dort seltene Pflanzen- und Tierarten angesiedelt hatten, wurde das Gebiet bereits 1939 unter Naturschutz gestellt. Da bis in die 1960er-Jahre keine ausreichende Beweidung mehr erfolgte, hatte die natürliche Sukzession bereits eingesetzt, und der Wald hatte begonnen, sich dieses Gebiet zurückzuerobern. Um die Wacholderheide zu erhalten, wurden deshalb die Weideflächen reaktiviert und wieder verpachtet. Kleineren Steinbrüche zeugen heute noch vom Abbau von Mauersteinen, der bis in die 1960er-Jahre am Büchelberg erfolgte.
Die über den Berg verlaufende Kreisgrenze stellt den ehemaligen „Landgraben“ dar, der an vielen Stellen aufgrund von ehemaligen Wällen und Gräben noch zu erkennen ist. Diese Linie ist hier identisch mit der Anfang des 17. Jahrhunderts festgelegten württembergisch-badischen Landesgrenze. Peter Goessler vermutet, dass der Zweck der Anlage in der Geschichte Veränderungen unterworfen war. Sicher scheint ihm, dass sie bereits vor den Pfälzischen Erbfolgekriegen (1688–1697) existierte. Er ist sich weiterhin sicher, dass sie in die große Verteidigungslinie des Landes einbezogen wurde und an die sogenannten Eppinger Linien angeschlossen war. Er vermutet weiterhin, dass der Landgraben bereits im Dreißigjährigen Krieg als Befestigung gedient hat und insbesondere bei den kriegerischen Ereignisse des Zeitraums der Schlacht bei Wimpfen (1622) eine Rolle gespielt hat. Sicher scheint ihm allerdings, dass die Anlage ursprünglich keine militärische Befestigung, sondern zum großen Teil eine Landesgrenze war. Die Forschung geht vom Bau mehrerer württembergische Landgrabenlinien in der zweiten Hälfte des 15. Jahrhunderts aus. Diese wurde nach dem Vorbild der reichsstädtischen Landhegen errichtet.
Einer Sage nach soll auf dem Büchelberg ein markerschütternder Schrei eines schwarzen Raben zu hören gewesen sein. Der Anblick dieses Vogels soll den Tod gebracht haben, weshalb man ihn Totenvogel nannte. Warum dieser Vogel gerade diese Gegend heimgesucht haben soll, ist unbekannt.